# 프리피야티

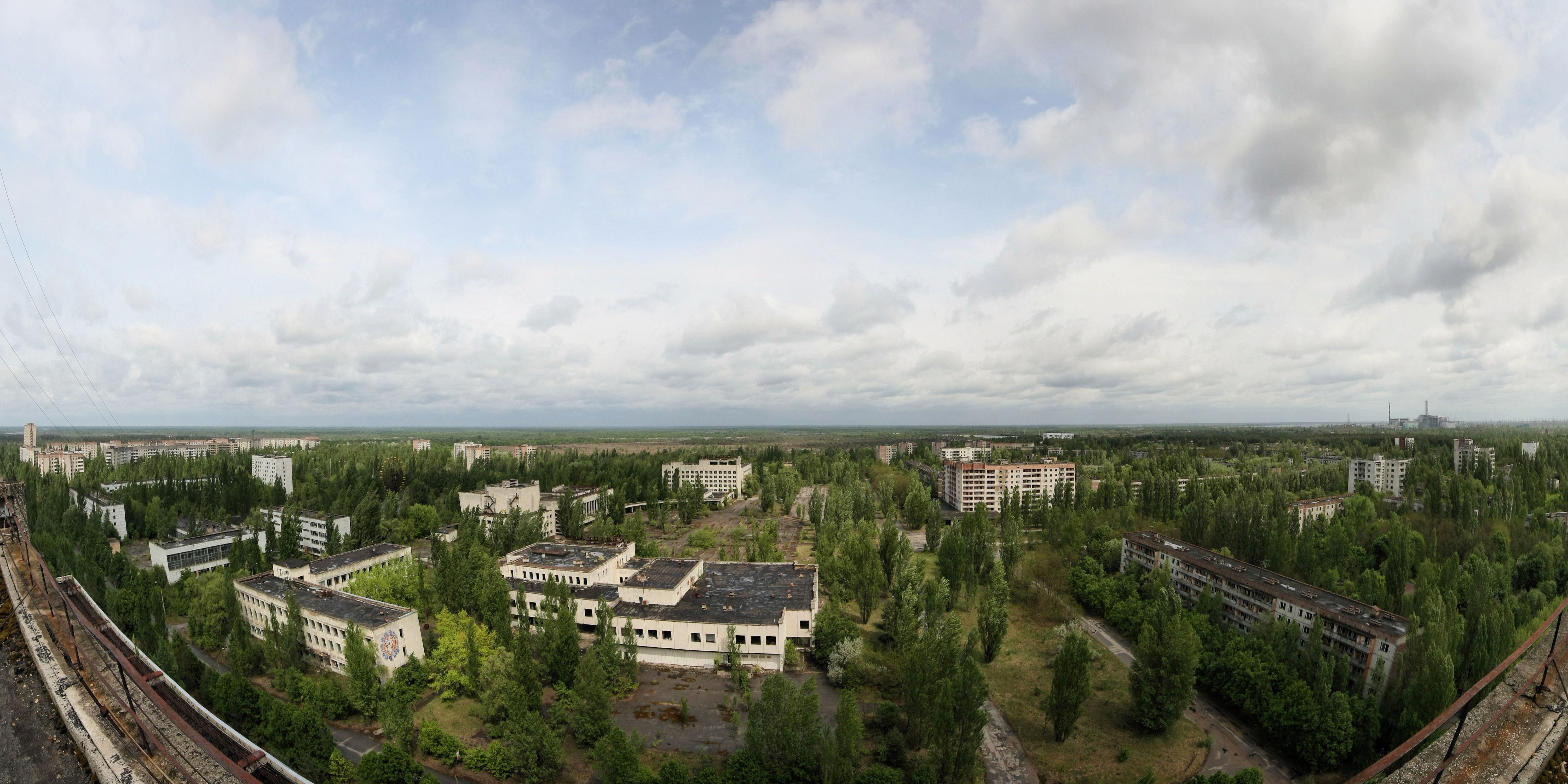
프리피야티의 파노라마 사진

프리피야티(우크라이나어: При́п'ять [ˈprɪpjɐtʲ], 벨라루스어: Пры́п’яць [ˈprɨpjat͡sʲ], 러시아어: При́пять [ˈprʲipʲɪtʲ])는 우크라이나 북부에 있는 도시이다. 벨라루스와의 국경 근처에 있고 가까운 곳에 체르노빌이 있다. 이전에는 체르노빌 원자력 발전소의 종업원이 사는 지역이었지만, 1986년 4월 26일에 일어난 체르노빌 원자력 발전소 사고로 주민이 피난하여 지금은 유령 도시가 되었다.

## 기후
| 프리피야티의 기후        | 프리피야티의 기후 | 프리피야티의 기후 | 프리피야티의 기후 | 프리피야티의 기후 | 프리피야티의 기후 | 프리피야티의 기후 | 프리피야티의 기후 | 프리피야티의 기후 | 프리피야티의 기후 | 프리피야티의 기후 | 프리피야티의 기후 | 프리피야티의 기후 | 프리피야티의 기후 |
| 월                       | 1월               | 2월               | 3월               | 4월               | 5월               | 6월               | 7월               | 8월               | 9월               | 10월              | 11월              | 12월              | 연간              |
| ------------------------ | ----------------- | ----------------- | ----------------- | ----------------- | ----------------- | ----------------- | ----------------- | ----------------- | ----------------- | ----------------- | ----------------- | ----------------- | ----------------- |
| 일평균 최고 기온 °C (°F) | −3 (27)           | −1.4 (29.5)       | 3.7 (38.7)        | 13.2 (55.8)       | 20.3 (68.5)       | 23.5 (74.3)       | 24.6 (76.3)       | 23.9 (75.0)       | 18.8 (65.8)       | 11.8 (53.2)       | 4.3 (39.7)        | −0.1 (31.8)       | 11.6 (53.0)       |
| 일일 평균 기온 °C (°F)   | −6.1 (21.0)       | −4.7 (23.5)       | 0.1 (32.2)        | 8.4 (47.1)        | 14.8 (58.6)       | 18.0 (64.4)       | 19.1 (66.4)       | 18.4 (65.1)       | 13.7 (56.7)       | 7.8 (46.0)        | 1.8 (35.2)        | −2.6 (27.3)       | 7.4 (45.3)        |
| 일평균 최저 기온 °C (°F) | −9.1 (15.6)       | −9 (16)           | −3.5 (25.7)       | 3.7 (38.7)        | 9.3 (48.7)        | 12.6 (54.7)       | 13.7 (56.7)       | 12.9 (55.2)       | 8.6 (47.5)        | 3.8 (38.8)        | −0.7 (30.7)       | −5.1 (22.8)       | 3.1 (37.6)        |
| 출처:                    |                   |                   |                   |                   |                   |                   |                   |                   |                   |                   |                   |                   |                   |

## 역사

### 이주와 발전

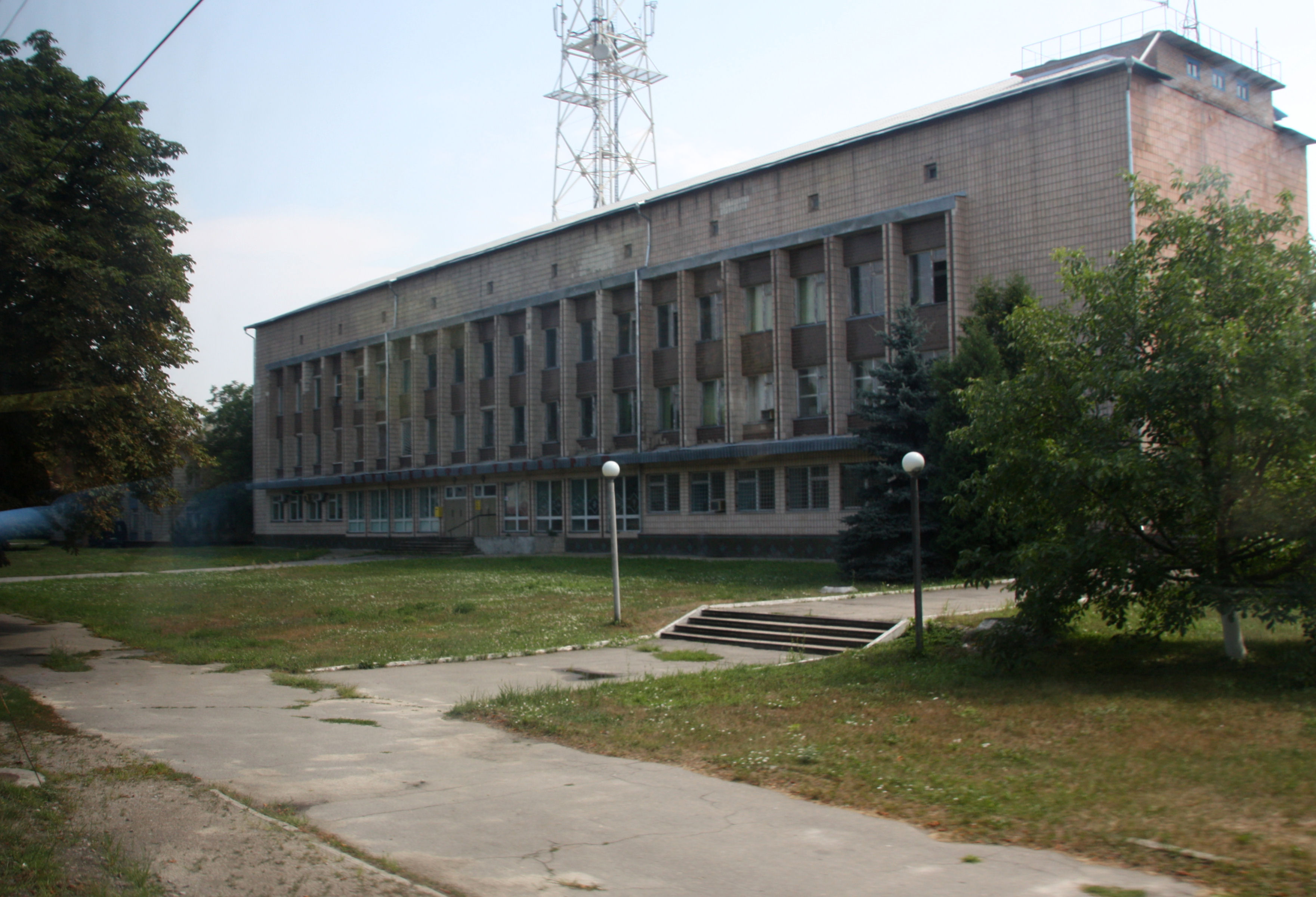
프리피야티시 인민위원회 청사

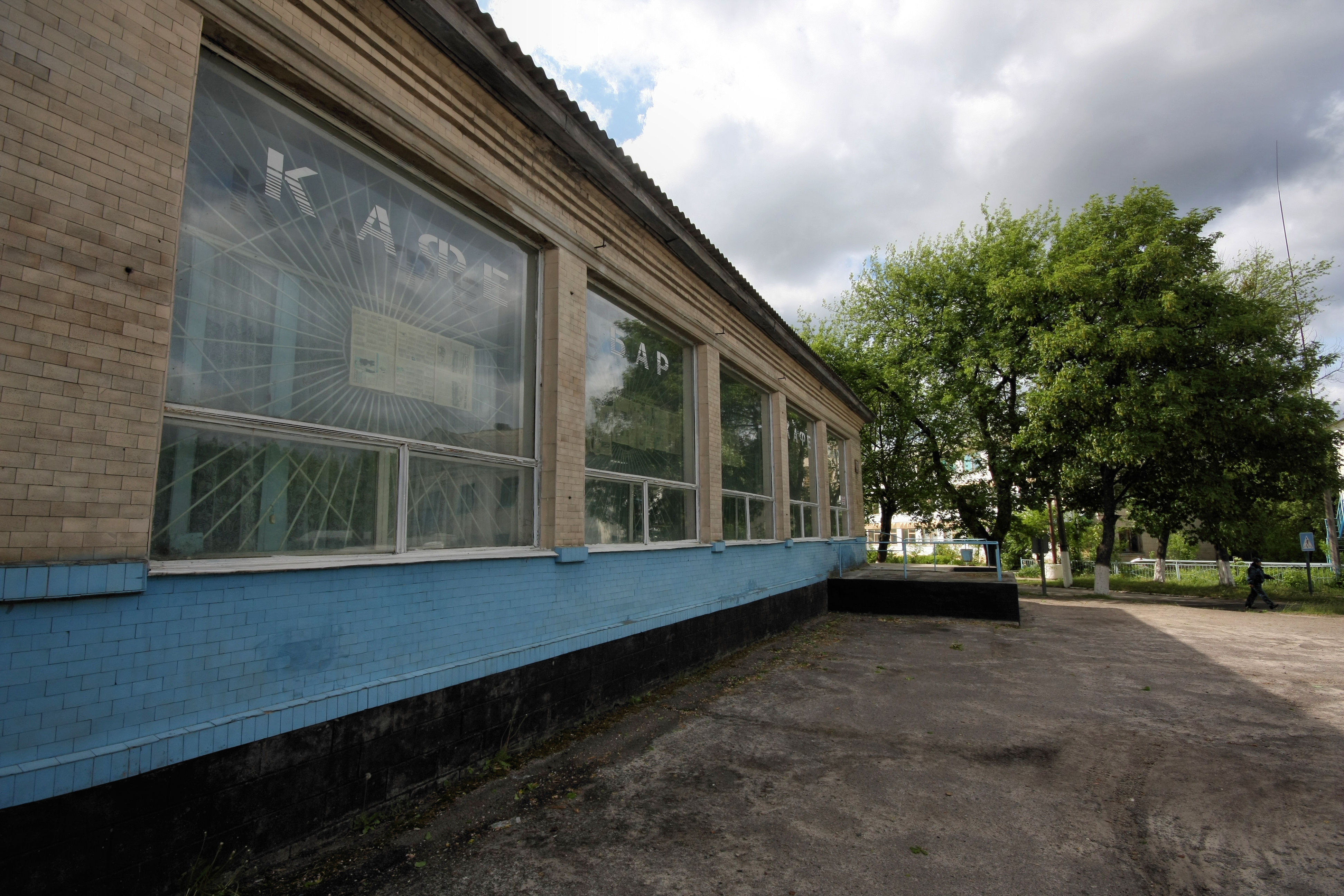
식료품 상점

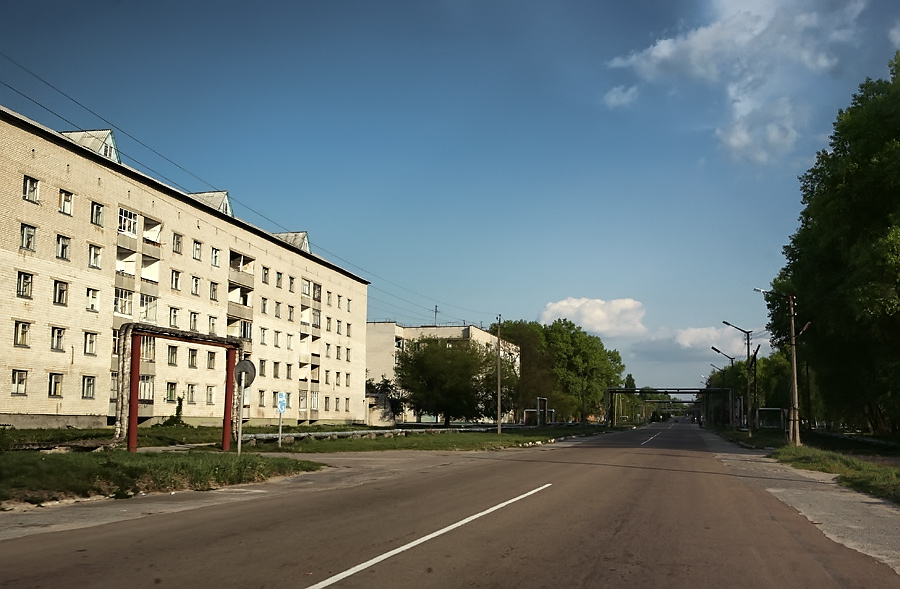
프리피야티시의 주거지역

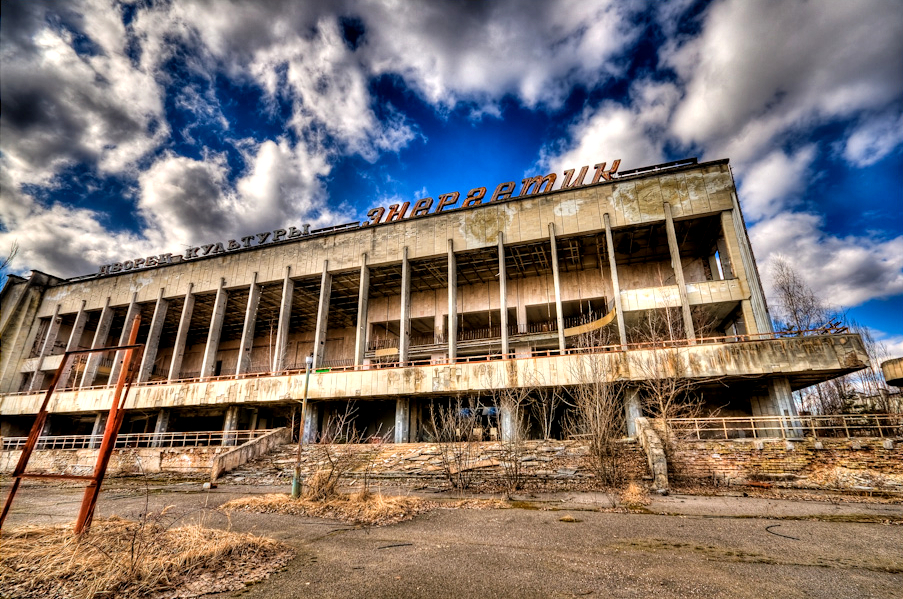
프리피야티 문화궁전

소련 정부는 체르노빌 원자력 발전소와 함께 지을 아톰그라드 중 하나로 프리피야티를 계획했다. 이 도시는 9번째 아톰그라드로, 소련은 프리피야티가 몇 년 뒤에는 78,000명의 인구를 수용하는 도시가 될 것이라고 예상했다. 소련은 프리피야티만큼은 안전한 원자력 발전소로 만들고 싶었던 만큼 이 계획을 아주 중요하게 여겼고, 프리피야티와 초르노빌시의 슬로건을 "안전한 원자력"으로 정했다.
소련은 의도적으로 이 도시를 우크라이나의 수도 키예프의 위성도시로 계획했으나 너무 가깝다는 의견에 키예프에서 100km 떨어진 곳을 선정해 도시를 건설하였다. 도시의 첫 번째 목표인 원자력 발전소 종사자들의 주거 시설과 중요한 철도 시설을 설치하고 프리피야티 강에 화물 허브를 건설했다. 그와 동시에 프리피야티 강 끝에 인공호수를 만들었으며 이 호수의 물은 체르노빌 발전소에서 냉각수로 사용하기로 했다. 거리의 이름들은 역시 레닌과 이와 비슷한 위치의 공산당 또는 건설자의 이름 등 여러 이름을 사용했다.
그리고 도시 중앙에는 큰 쇼핑 센터를 구축하고 폴라시아 호텔을 세웠다. 소련의 유명한 건축업자가 만든 이 호텔은 계획적으로 건설된 덕분에 교통체증을 유발하는 일이 없었다고 한다. 소련은 이 프리피야트를 소련에서 최대한 좋은 도시로 만들기 위해 교육시설, 휴양지, 보건시설, 스포츠 시설 등 여러 복지시설을 건설함은 물론, 근로자나 시민의 이동을 위해 야노프역 같은 곳을 만드는 등 매우 좋은 환경을 제공해 주었다.
프리피야트는 160개 아파트 블록에 약 14,000가구 49,800명이 거주하며, 산업으로 4억 7천7백만 루블을 벌어들이는 중소도시로 성장하였다. 이외에도 여러 통신시설, 문화시설도 많이 들어서 프리피야트는 소련이 만든 아톰그라드 중에서 가장 성공한 케이스가 될 수 있었다.

### 체르노빌 원자력 발전소 사고
1986년 4월 26일 새벽 1시 24분(현지시각, UTC+03:00), 아나톨리 댜틀로프의 실험이 실패하자 체르노빌 원자력 발전소에서 대폭발이 일어났다. 이 폭발로 인하여 체르노빌 원자력 발전소에 있던 방사능 물질들이 낙진화되어 전 유럽을 뒤덮었다. 특히 체르노빌 원자력 발전소에서 상당히 멀리 떨어진 스웨덴까지 낙진이 날아갔으며 심지어는 이 낙진이 동아시아에도 떨어졌다. 소련 정부는 이 사고를 은폐하려고 했지만 방사능량이 평소보다 증가한 것을 알아챈 스웨덴 정부가 소련 정부에 해명을 요구하여 바로 들통이 났다.

### 사고 후
사고 발생 36시간 후 대피 명령이 떨어진 뒤에 소련 정부는 반경 30km이내를 출입 금지 구역으로 지정했다. 이후 소련이 해체되고 오랜 시간이 지나 프리피야티는 풀이 우거지고 야생동물들이 모여 사는 곳이 되었다.
오늘날 이 땅은 사실상 소비에트 연방 시대 후기의 역사 자료관이나 마찬가지다. 폐쇄된 아파트 빌딩이나 병원 등이 모두 그대로 남아 있다.
프리피야티와 그 주변지역은 살기에 매우 위험하다. 과학자들은 가장 위험한 방사성 원소가 안전한 수준으로 충분히 줄어들려면 900년이 걸릴 것이라고 추정한다.
프리피야티 전 지역은 접근이 가능하고 도로도 안전하지만 가이거 계수기 없이 걸어 다니거나, 오랫동안 있게 되면 위험하다. 또한 프리피야티를 방문한 이후 가이거 계수기로 옷이나 신발에 방사능 오염이 심하다고 측정되면 그 자리에서 폐기처분해야 한다.
또한 프리피야티에는 500군데가 넘는 곳에 체르노빌 사고당시 도시 전체에 퍼진 낙진들을 모아서 묻었는데 낙진이 파묻힌 정확한 위치가 확인되지 않은 곳이 많아 상당히 위험하다.

## 대중 문화
체르노빌 원자력 발전소 사고 피해가 컸던 만큼 사고를 다루는 영화(체르노빌 다이어리, 체르노빌 드라마 등)에서 이 도시가 배경으로 등장한다.